# Marco Limberti
Marco Limberti (Firenze, 23 ottobre 1969) è un regista e sceneggiatore italiano.

## Biografia
Marco Limberti debutta nel mondo dello spettacolo nel 1991 come assistente alla regia nel lungometraggio Donne con le gonne di Francesco Nuti.
Nel 1998 partecipa alla regia di Fermi tutti questo è uno spettacolo, Pinocchio, spettacolo teatrale che verrà registrato e distribuito dalla Cecchi Gori Home Video in VHS e DVD: quest'ultimo è diventato il dvd teatrale più venduto d'Italia.
Nella sua carriera è stato aiuto regista di Giovanni Veronesi, Leonardo Pieraccioni, Massimo Ceccherini, Paolo Virzì e Renzo Martinelli.
Dopo l'esperienza alla regia delle serie televisive: Love Bugs, Call center e 7 vite, nel 2009 dirige il suo primo lungometraggio Cenci in Cina.
Nel 2017 ha pubblicato il romanzo horror Il guardiano del parco, scritto insieme a Franco Trentalance, collaborazione proseguita nel 2019 con Bloody park.
Nel 2021 pubblica il suo terzo romanzo Il principe dei sogni, con Luca Seta. Nel 2022 il suo ultimo film come primo assistente alla regia Il sesso degli angeli.

## Filmografia

### Regista

#### Cinema
- Cenci in Cina (2009)
- I corvi – cortometraggio (2012)
- Oggi a te... Domani a me (2015)[9]

#### Televisione
- Love Bugs – serie TV (2004-2006)
- Call center – serie TV (2005)
- 7 vite – serie TV, 8 episodi (2007-2009)
- Funk-azzisti – serie TV (2014)
- Non è Natale senza panettone – film TV (2019)

#### Teatro
- Fermi tutti questo è uno spettacolo, Pinocchio (1998)[10]

## Opere
- Marco Limberti e Franco Trentalance, Il guardiano del parco, Bologna, Pendragon, 2017, ISBN 978-88-6598-817-6.
- Marco Limberti, Franco Trentalance e Andrea Cavaletto, Bloody park. Ediz. italiana, Inkiostro, 2019, ISBN 978-88-32292-02-2.
- Luca Seta e Marco Limberti, Il principe dei sogni, Nua edizioni, 2021, ISBN 978-88-31399-56-2